# 王树森 (工人)
王树森（？—？），男，回族，安徽太和人，中国工人。

## 生平
王树森原为国营上海第二棉纺织厂工人，曾经参加过五卅运动。时任华东纺织管理局科长。1925年，上海总工会领导人刘华领导二月罢工，在日商内外棉五厂做工的回族工人王树森参加这次战斗；在五卅运动中，他又担任刘华的卫护人员并加入“敢死队”。连环画《敢死队的一天》根据他的口述完成。
中华人民共和国成立后，任第一届、第二届全国人民代表大会代表。